# Åbent brev
Et åbent brev er et brev som ikke alene sendes til en navngiven person, institution, organisation eller andet, men samtidig offentliggøres i eksempelvis en avis eller gennem andre medier.
Et åbent brev kræver tit et offentligt svar.
Ofte anvendes åbne breve når kendte personer, politikere, virksomheder eller myndigheder, ikke opfylder givne løfter.
Tidligere betegnede åbent brev i det statsretlige sprog danske kgl. kundgørelser i vigtigere anledninger. Navnlig brugtes det næsten altid om meddelelser om sammenkaldelse, slutning eller opløsning af Rigsdagen og Altinget samt om ny valgs foretagelse, ved meddelelser om kongens død og den ny konges tronbestigelse, ved indsættelse af rigsforstander samt ved afståelse af landsdele. Sådanne kgl. bekendtgørelser ender næsten altid ligesom love med ordene: Hvorefter alle Vedkommende sig have at rette, og skal som andre kgl. meddelelser indrykkes i Lovtidende.